# Xã Fairhope, Quận Somerset, Pennsylvania
Xã Fairhope (tiếng Anh: Fairhope Township) là một xã thuộc quận Somerset, tiểu bang Pennsylvania, Hoa Kỳ. Năm 2010, dân số của xã này là 134 người.